# 이바탄족
이바탄족(Ivatans)은 필리핀 바타네스주의 민족언어학적 집단이다. 이바탄족의 기원에 대해서는 학자들 사이에 미명으로 남아 있다. 이바탄족은 스페인 제국의 식민지 통치 전까지는 자유로운 원주민들이었다.
이바탄족의 문환느 부분적으로 바타네스주의 환경적 조건에 영향을 받았다. 필리핀에서 흔한 니파야자 잎으로 만든 집과는 달리, 이바탄족은 굳은 날씨로부터 보호하기 위해 설계된 석회석으로 만든 집을 지었다.

## 기원
이바탄족의 역사에 대해 알아볼 수 있는 문서는 많지 않으며, 현재 그들의 기원을 연구하는 학자들은 그들의 정확한 기원을 밝히지 못하고 있다. 그들은 이바탄족이 루손섬의 북부에서 왔는 지 아니면 중국이나 대만의 남부 지역에서 왔는 지에 대해서 의문을 던지고 있다. 그들이 한 때 루손섬과 대만 사이에 살았던 살아있는 기독화된 잔재였을 것이라는 증거는 존재한다. 그러나, 학자들은 이바탄족의 인종적으로 말레이인들과 유사하다고 여기고 있으며, 그들의 언어 구조는 그들의 필리핀의 다른 지역으로부터 왔다는 것을 의미할 수 있다고 생각한다. 그들의 기원을 바타네스의 민화나 일본인 인류학자 오모토의 유전적 연구를 통해, of the Yami of Orchid Island (Lanyu) show closer genetic affinity of the Yami to the Tagalog and Visayan and linguistically to the Batanic (Bashiic) sub-branch of the Malayo-Polynesian branch.

## 같이 보기
- 이바탄어
- 바타네스주
- 이바나그족
- 타갈로그족
- 카팜팡안족
- 일로카노족
- 팡가시난족
- 비콜라노족
- 네그리토
- 비사야족
- 루마드족
- 모로족